# Kazimierz Sporny (pedagog)

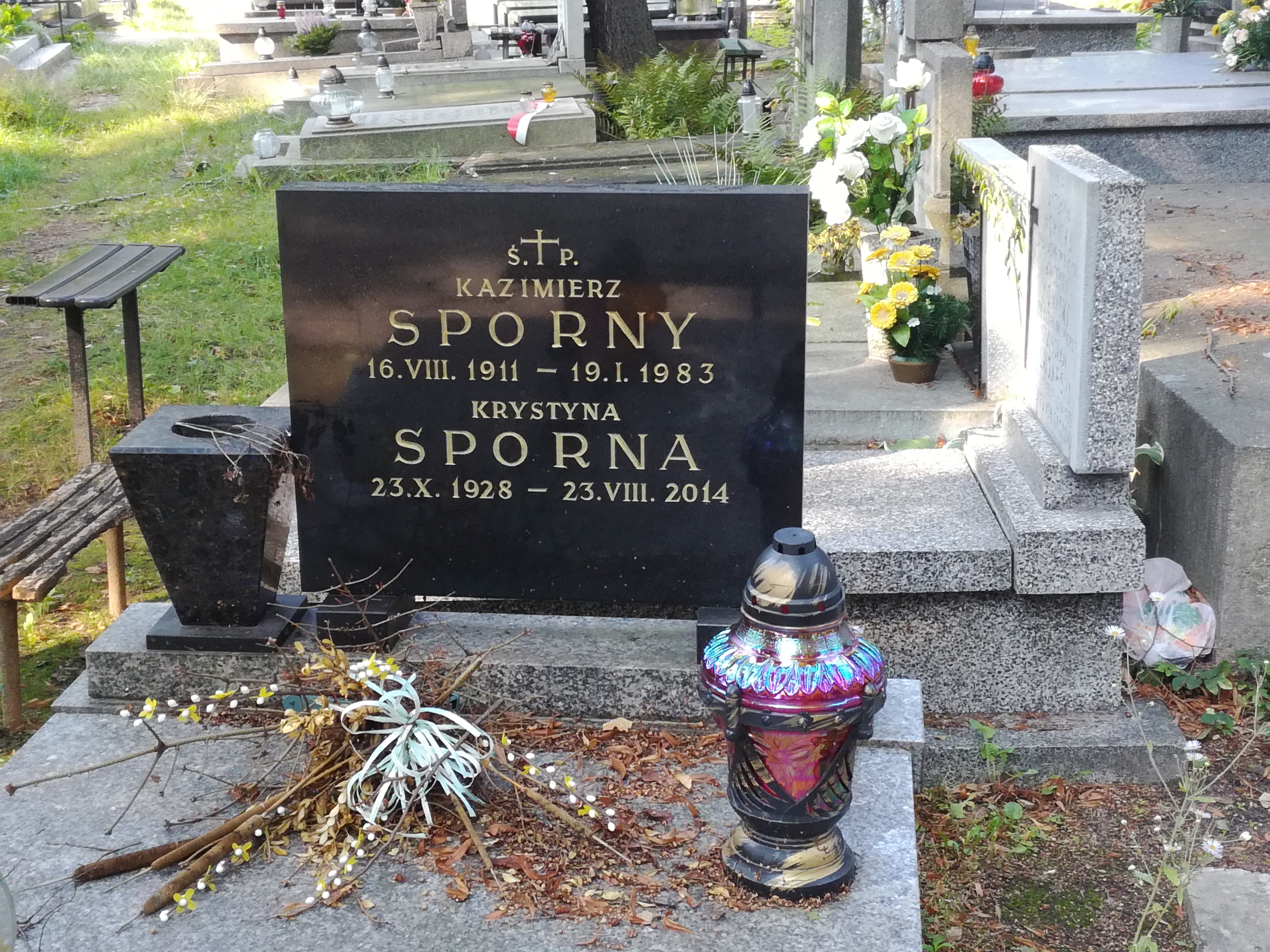
Grób Kazimierza Spornego na Starym Cmentarzu w Łodzi

Kazimierz Sporny (ur. 16 sierpnia 1911 w Nieszawie, zm. 19 stycznia 1983 w Łodzi) – nauczyciel, pedagog – teoretyk i praktyk, wykładowca wyższych uczelni łódzkich, działacz społeczny.

## Życiorys
Najmłodszy syn Waleriana, rzemieślnika – malarza (m.in. odnawiającego kościoły, biorącego udział w rewolucji 1905 r., za co został uwięziony w X Pawilonie Cytadeli Warszawskiej, a następnie przymusowo wydalony i oddany pod nadzór żandarmerii w Nieszawie) i Agnieszki Królczewskiej, nie pracującej, zajmującej się dziećmi (pięciu synów i córka). Ojciec zmarł w 1954, matka wcześniej.
W Nieszawie ukończył szkołę podstawową i średnią – Seminarium Nauczycielskie Męskie im. Władysława Jagiełły, do którego uczęszczał w latach 1927–1932. W szkole średniej miał opinię ucznia zdolnego, statecznego i pracowitego.
W 1933 rozpoczął pracę jako nauczyciel w Szkole Powszechnej nr 1 w Łowiczu. 17 września 1933 r. został powołany do odbycia obowiązkowej służby wojskowej. W jej trakcie ukończył ze stopniem plutonowego Dywizyjny Kurs Podchorążych Rezerwy Piechoty przy 65 pułku piechoty w Grudziądzu. W 1935, po ukończeniu służby wojskowej, znów pracował jako nauczyciel szkół podstawowych w powiecie łowickim.
14 listopada 1936 złożył przed Państwową Komisją dla Nauczycieli Publicznych Szkół Powszechnych w Łowiczu egzamin praktyczny na nauczyciela. Następnie rozpoczął studia w Collegium Pedagogicum Wolnej Wszechnicy Polskiej w Warszawie. Studia te ukończył w 1939 i po złożeniu egzaminów, otrzymał dyplom Wydziału Pedagogicznego Wolnej Wszechnicy Polskiej w Warszawie. W sierpniu 1939 został zmobilizowany z przydziałem do 79 pułku piechoty Wojska Polskiego.
W czasie okupacji mieszkał w powiecie łowickim, brał udział w konspiracji, w oddziałach Armii Krajowej (AK), jego przełożonymi byli: komendant Obwodu AK na powiat łowicki „Wojciech”, „Smuga” – mjr Lucjan Zieliński oraz „Wróbel” – kpt. Witold Pękalski.
Pod pseudonimem „Jakub” był w latach 1940–1941 zastępcą „Wróbla” - dowódcy oddziału AK w gminie Bielawy i w latach 1942–1945 dowódcą oddziału AK i jednocześnie komendantem Szkoły Podchorążych AK w powiecie łowickim.
Brał również udział w tajnym nauczaniu.
W 1941 ukończył tajne studia magisterskie w łódzkim oddziale Wolnej Wszechnicy Polskiej.
Po zakończeniu wojny przeprowadził się do Łodzi. Władze oświatowe powołały go na wykładowcę, organizatora i egzaminatora w Komisji Kształcenia Nauczycieli w Łodzi i województwie łódzkim.
Był założycielem i kierownikiem Komisji dla Czynnych i Niewykwalifikowanych Nauczycieli, organizatorem Rocznego Państwowego Kursu Nauczycielskiego, a jednocześnie, w latach 1945–1947, wykładowcą i dyrektorem Liceum Pedagogicznego w Łodzi.
25 września 1946 zawarł związek małżeński z Marią Skolec, która w 1952 zmarła. 2 lipca 1953 zawarł powtórny związek małżeński z Krystyną Lenk, wówczas studentką medycyny. Ze związku tego urodził się syn – Stanisław, który, podobnie jak jego matka był lekarzem medycyny – profesorem w Akademii Medycznej w Łodzi.
W 1950 rozpoczął pracę wykładowcy dydaktyki w Wyższym Studium Pedagogicznym w Łodzi.
Dnia 2 lipca 1952, przed komisją w składzie której byli m.in. rektor Uniwersytetu Łódzkiego Józef Chałasiński, Dziekan Wydziału Historyczno-Socjologicznego Jan Szczepański i promotor Stefan Truchim uzyskał stopień doktora filozofii w zakresie pedagogiki, na podstawie pracy Dymitr Michał Tadeusz Krajewski jako prekursor wychowania przedszkolnego.
W 1955 zorganizował Wydział Wieczorowy i Zaoczny Studium Nauczycielskiego w Łodzi. Od września 1955 był zastępcą dyrektora, a od 1958 dyrektorem Studium, wykładając psychologię.
1 października 1963 zrezygnował z funkcji dyrektora Studium Nauczycielskiego i zaczął pracę na Uniwersytecie Łódzkim jako starszy wykładowca. Od momentu mianowania go docentem kontraktowym (1 maja 1973), pełnił funkcję zastępcy dyrektora Instytutu Pedagogiki i Psychologii a jednocześnie, od 1 maja 1973, był kierownikiem Zakładu Kształcenia Nauczycieli Wychowania Muzycznego i Wychowania Technicznego w Zgierzu. W roku akademickim 1977/78 powierzono mu opiekę nad właśnie powstałym na Uniwersytecie Łódzkim nowym kierunkiem „nauczanie początkowe”.
W swojej pracy interesował się zagadnieniami szkoły i nauczyciela, sprawami dydaktyczno-wychowawczymi, metodyką nauczania początkowego. W historii pedagogiki szczególnie bliskie były mu tradycje polskiego Oświecenia.
Kierował pracami magisterskimi, badaniami nauczycieli studiujących zaocznie i studentów UŁ. Brał czynny udział w naradach i zjazdach nauczycieli przedmiotów pedagogicznych, w szczególności naradach specjalistów do spraw metodyki nauczania początkowego, dydaktyki i praktyk pedagogicznych. Współpracował z Instytutem Kształcenia Nauczycieli i Badań Oświatowych oraz z Ośrodkiem Doskonalenia Kadr Nauczycielskich w Łodzi. Zajmował się kontrolą i oceną wyników nauczania. Podkreślał potrzebę samokształcenia nauczycieli. Utrzymywał kontakty z Instytutem Pedagogiki w Warszawie.
Zajmował się kształceniem asystentów w Uniwersytecie Łódzkim, Politechnice Łódzkiej i Akademii Medycznej w Łodzi.
Był autorem rozpraw i artykułów, skryptu z zagadnień dydaktyki, opinii o programach nauczania, recenzji oraz referatów.
Jego twórczość z dziedziny historii pedagogiki poświęcona była dwóm pedagogom, myślicielom – Michałowi Dymitrowi Tadeuszowi Krajewskiemu i Zygmuntowi Linowskiemu. Postacie to zupełnie nieznane, pomijane przez historyków i – jak twierdził – niedocenione, choć z pewnością interesujące.
Zarówno Linowski, jak i Krajewski popierali gorąco Komisję Edukacji Narodowej (KEN), widząc w jej programie działania myśl pedagogiczną Rousseau, którego byli zwolennikami. Spośród wielu pedagogów XVIII w. Krajewski jako pierwszy opracował metodę kształcenia dzieci w wieku przedszkolnym. Krajewski napisał kilka książek, m.in. powieść zatytułowaną Podolanka wychowana w stanie natury i przypadki swoje opisująca, którą nazwał „zbeletryzowaną formą romansu pedagogicznego”. „Podolanka Krajewskiego – pisał Sporny – bawi, uczy, wychowuje. Przy pomocy dobranych obrazów ilustruje zasady wychowania naturalnego, przedstawia dolę chłopa pańszczyźnianego, zmierza do reform społeczno–oświatowych w Polsce”.
Linowskiemu poświęcił pracę Poglądy pedagogiczne pijara Zygmunta Linowskiego, w której naświetlił zagadnienia pedagogiczno-społeczne będące główną treścią pracowitego życia Linowskiego i jego stosunku do przemian wieku oświecenia.
W swojej twórczości zajął się także zagadnieniami znaczenia i skuteczności kary w życiu społecznym. Poświęcił karze najobszerniejszą pracę swojego życia, zatytułowaną Warunki skuteczności kar w wychowaniu w świetle teorii i praktyki pedagogicznej (nie opublikowana). W pracy tej nie negował karania w wychowaniu, ale zalecał ostrożność w stosowaniu kar i przestrzeganiu warunków pedagogiczno–psychologicznych.
Wiele miejsca w rozważaniach teoretycznych i praktyce poświęcił osobowości nauczycieli. Zwracał uwagę na znaczenie nie tylko pracy dydaktyczno–wychowawczej ale i działalności społecznej nauczyciela w środowisku. Tematowi temu poświęcił pracę Osobowość nauczyciela – wychowawcy (nie wydaną drukiem). Od nauczyciela wymaga się, aby był zdrowy (bez wad wymowy, rażącego kalectwa, słabego słuchu, wzroku), posiadał wyższe wykształcenie, naukowy światopogląd, pewne umiejętności politechniczne, był wrażliwy na piękno.... Twierdził, że dokształcanie doskonalenie i samokształcenie stanowią pomoc w kształtowaniu osobowości nauczyciela, mają na celu podwyższenie poziomu wykształcenia ogólnego i zawodowego, ale wymagają od nauczyciela chęci do pracy nad sobą.
Zdobył opinię zaangażowanego wychowawcy, bezpartyjnego społecznika spełniającego wielką i pożyteczną rolę w życiu społecznym. Był lubiany przez uczniów, studentów i współpracowników, był nauczycielem, który w pamięci swoich uczniów i studentów pozostał jako wzór człowieka oddanego młodzieży. Cieszył się autorytetem i uznaniem nie tylko wśród współpracowników i młodzieży. Jego praca oświatowo–pedagogiczna i naukowa znana była w środowisku teoretyków, praktyków oraz polityków oświatowych.
W 1982 odszedł na emeryturę nie rezygnując z pracy. Do końca życia pozostał aktywny w pracy zawodowej i społecznej.

## Wyróżnienia i odznaczenia
Za udział w wojnie 1939 r. i walkę z okupantem hitlerowskim otrzymał odznaczenia wojskowe m.in.
- Krzyż Partyzancki
- Krzyż Armii Krajowej

Za pracę społeczną i zawodową został uhonorowany wysokimi odznaczeniami i wyróżnieniami państwowymi i społecznymi m.in.
- Złoty Krzyż Zasługi
- Medal Komisji Edukacji Narodowej.

Spoczywa na Starym Cmentarzu w Łodzi.

## Działalność społeczna
Zaangażował się w pracę społeczną m.in. w Związku Nauczycielstwa Polskiego (ZNP) w Sekcji Zakładów Kształcenia Nauczycieli. Uczestniczył w pracach Komisji do spraw Współpracy z Młodzieżą przy Związku Bojowników o Wolność i Demokrację (ZBoWiD). 20 września 1965 Zarząd Związku Bojowników o Wolność i Demokrację w Łodzi powołał go w skład Okręgowej Komisji do współpracy z młodzieżą. W lutym 1966 na posiedzeniu Komisji ds. Propagandy i Współpracy z Młodzieżą przyjęto do realizacji przedstawiony przez niego program działania Zespołu Metodycznego. Program zawierał podstawowe założenia Komisji oraz formy pracy w zakresie wychowania najmłodszego pokolenia.
Za główny cel pracy ideowo–wychowawczej uważał kształtowanie postawy patriotycznej młodzieży. W swoim artykule pt. Jak wychowywać młodzież i jak z nią współpracować okazywał duże zaangażowanie w pracy pedagogicznej i społecznej.
W latach 1977–1978 działał w Towarzystwie Krzewienia Kultury Świeckiej, potem wycofał się z czynnego życia organizacji z uwagi na pogarszający się stan zdrowia.